# Кленоец
 Тази статия е за селото в Северна Македония.  За селото в Тимошко, Сърбия, вижте Кленовац.  
Кленоец или книжовно Кленовец (на македонска литературна норма: Кленоец; на албански: Kllenoeci) е село в община Кичево, в западната част на Северна Македония.

## География
Селото е разположено в областта Горна Копачка на десния бряг на река Треска (Голема).

## История
В XIX век Кленоец е чисто българско село в Кичевска каза на Османската империя. Църквата „Света Богородица“ е от XIX век. В „Етнография на вилаетите Адрианопол, Монастир и Салоника“, издадена в Константинопол в 1878 година и отразяваща статистиката на населението от 1873 година, Кленовец (Klénovetz) е посочено като село с 34 домакинства със 132 жители българи.
Според статистиката на Васил Кънчов („Македония. Етнография и статистика“) към 1900 година в Кленоец и Душегубица (Горна и Долна) живеят 580 българи-християни.
На Етнографската карта на Битолския вилает на Картографския институт в София от 1901 година Кленоец е чисто българско село в Кичевската каза на Битолския санджак с 20 къщи.
Селото пострадва през Илинденско-Преображенското въстание.
Цялото село е под върховенството на Българската екзархия. По данни на секретаря на екзархията Димитър Мишев („La Macédoine et sa Population Chrétienne“) в 1905 година в Кленовец има 160 българи екзархисти.
Статистика, изготвена от кичевския училищен инспектор Кръстю Димчев през лятото на 1909 година, дава следните данни за Кленовец:
| Домакинства | Гурбетчии | Грамотни | Грамотни | Грамотни | Неграмотни | Неграмотни | Неграмотни |
| Домакинства | Гурбетчии | мъже     | жени     | общо     | мъже       | жени       | общо       |
| ----------- | --------- | -------- | -------- | -------- | ---------- | ---------- | ---------- |
| 34          | 22        | 25       | 0        | 25       | 63         | 119        | 182        |

След Междусъюзническата война в 1913 година селото попада в Сърбия.
На етническата си карта на Северозападна Македония в 1929 година Афанасий Селишчев отбелязва Кленовец като българско село.
По време на Втората световна война, след разгрома на Югославия през пролетта на 1941 година, селото е включено в превърнатата в италиански протекторат Албания, окупирана през есента на 1943 година от Германия. През есента на същата година Кленоец е нападнато от албански балистки банди и е разграбено. Според някои източници 50 местни жители, включително жени и деца са убити. Други бягат в администрираните от българските власти части на Вардарска Македония.
Според преброяването от 2002 година селото има 21 жители македонци.
От 1996 до 2013 година селото е част от община Другово.

## Личности
Родени в Кленоец
- Злате Тренески (1916 – 2006), югославски партизанин и деец на НОВМ
- Мисайло Данилов Аврамов, български революционер, деец на ВМОРО[11]
- Мишко Деянов Горев или Гьорев, български революционер, деец на ВМОРО
- Наум Дамянов, български революционер, деец на ВМОРО[12]
- Спиро Стоянов Гьорев, български революционер, деец на ВМОРО, действа в областта Копачка[13]
- Стоян Милошев, български революционер, деец на ВМОРО, районен началник на Горна Копачка, ранен по време на Илинденско-Преображенското въстание на 21 юли в сражението при село Извор[14]

Починали в Кленоец
- Траян Белев (1903 – 1943), югославски партизанин и деец на НОВМ